# Architects Assist
Architects Assist (AA) je australská organizace architektů a studentů architektury poskytující pro bono poradenství a profesionální služby jednotlivcům a komunitám zotavujícím se z přírodních katastrof, jako jsou lesní požáry nebo povodně, nebo vyžadujících pomoc kvůli jiným nepříznivým okolnostem.
Organizace byla inspirací a modelem pro iniciativu českých architektů Architekti pro bono založenou v r. 2021 na pomoc obětem živelných a dalších katastrof v České republice.
Architects Assist pracuje samostatně pod záštitou Australského Institutu Architektů.

## Dějiny
Společnost Architects Assist byla založena 4. ledna 2020 česko-australským architektem Jiřím Lvem v reakci na australské lesní požáry v letech 2019–20 jako „platforma pro spravedlivý přístup k udržitelné a odolné architektuře“. Do 7. ledna bylo obdrženo 600 registrací od architektonických firem a studentských dobrovolníků, a první žádosti od obětí.

Dne 9. ledna se organizace oficiálně dostala pod záštitu Australského Institutu Architektů. V únoru 2020 měla za členy přibližně 550 architektonických firem a 1500 studentů architektury. V březnu 2020 začala společnost Architects Assist zahrnovat členy z příbuzných profesí, jako jsou urbanisté a zahradní architekti, a měla přibližně 600 zúčastněných firem.

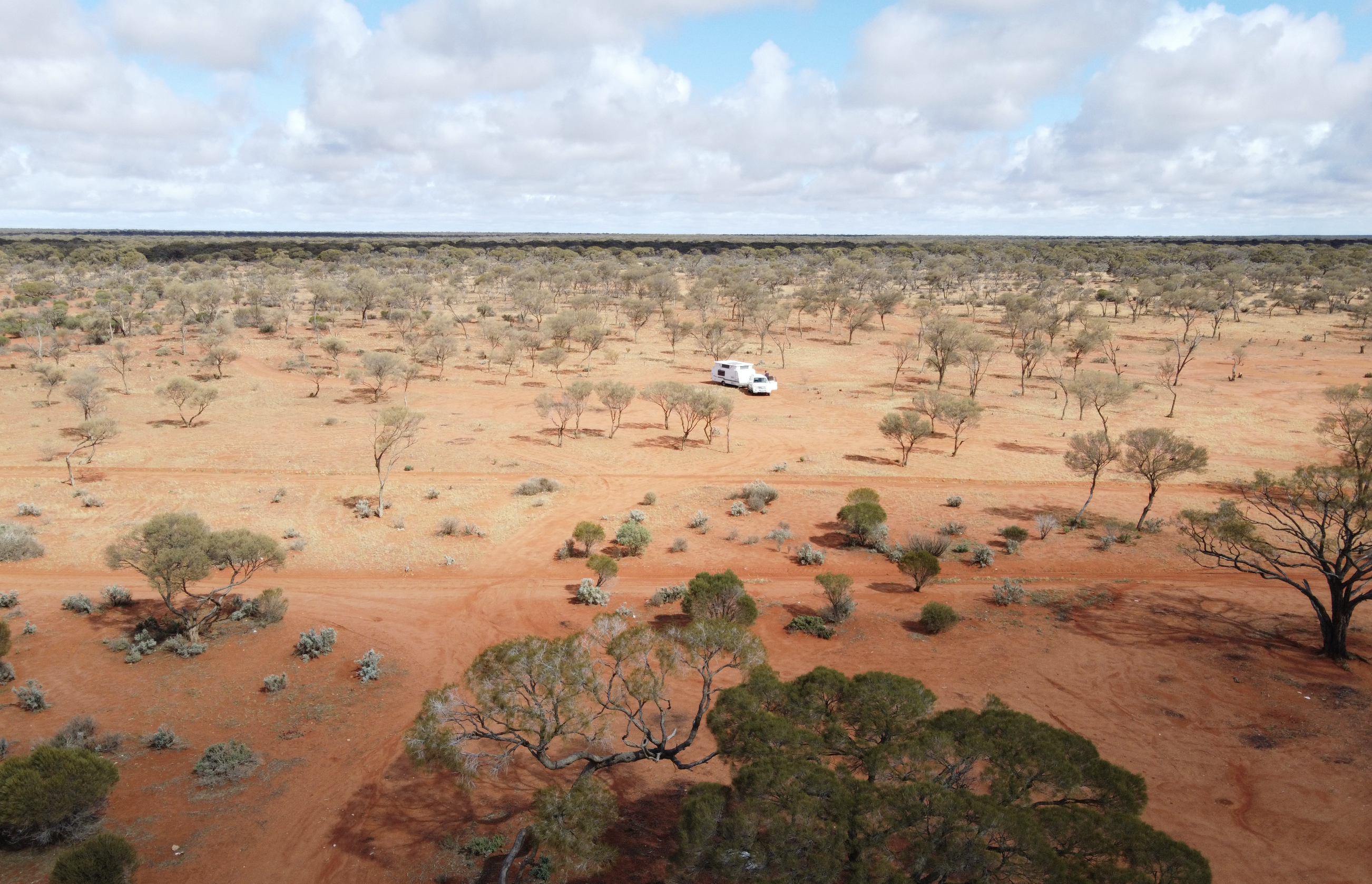
Vozidlo AA v centrální Austrálii v srpnu 2020

Po široké pozitivní počáteční reakci, domácí i globální, byly aktivity zpomaleny vypuknutím koronaviru v Austrálii v roce 2020. Aby znovu nabyli na obrátkách, v období od července do září 2020 absolvovali zástupci Architects Assist turné po oblastech zasažených požáry ve Victorii, Novém Jižním Walesu a Jižní Austrálii. Členové AA ve svých regionech uspořádali řadu workshopů o obnově požárů místních komunit. V září 2020 již probíhalo množství rezidenčních, komerčních a veřejných projektů iniciovaných prostřednictvím organizace, některé byly zveřejněny na sociálních médiích.
Iniciativu plně převzal Australský institut architektů v březnu 2021, aby nadále sloužila jednotlivcům a komunitám postiženým katastrofami a jinými nepříznivými okolnostmi.
V roce 2022 Architects Assist poskytovala pomoc při obnově povodní ve východní Austrálii. Iniciativa byla znovu reaktivována v dubnu 2023.